# 石橋英樹
石橋 英樹（いしばし ひでき、1904年10月13日 - 没年不詳）は、日本の実業家、電気技術者。

## 経歴
石橋茂樹の長男として、福岡県に生まれる。1922年福岡県立中学修猷館、1925年3月旧制福岡高等学校理科甲類を経て、1928年九州帝国大学工学部電気工学科を卒業。
1928年三菱電機神戸製作所に入社。同年から1930年まで米国ウェスティングハウス社に留学。1954年技術部長、1958年神戸製作所長を経て、1960年11月取締役となる。1963年11月電子事業部長を委嘱される。1966年11月退任。
1967年5月三菱プレシジョン副社長を経て、1969年5月社長に就任。